# بات ألجر
بات ألجر (بالإنجليزية: Pat Alger)‏ هو مغن مؤلف أمريكي، ولد في 23 سبتمبر 1947.

## وصلات خارجية
- بات ألجر على موقع ميوزك برينز (الإنجليزية)
- بات ألجر على موقع ديسكوغز (الإنجليزية)